# Mrke
Mrke este un sat din municipiul Podgorica, Muntenegru. Conform datelor de la recensământul din 2003, localitatea are 200 de locuitori (la recensământul din 1991 erau 170 de locuitori).

## Demografie
În satul Mrke locuiesc 156 de persoane adulte, iar vârsta medie a populației este de 40,2 de ani (39,5 la bărbați și 40,9 la femei). În localitate sunt 63 de gospodării, iar numărul mediu de membri în gospodărie este de 3,16.
Populația localității este foarte eterogenă.
|  |

| Demografie | Demografie | Demografie |
| An         | Locuitori  | Locuitori  |
| ---------- | ---------- | ---------- |
|            |            |            |
|            |            |            |
|            |            |            |
|            |            |            |
| 1948       | 231        |            |
| 1953       | 224        |            |
| 1961       | 211        |            |
| 1971       | 261        |            |
| 1981       | 230        |            |
| 1991       | 170        | 170        |
| 2003       | 201        | 200        |

| \| Componența etnică conform recensământului din 2003[2] \| Componența etnică conform recensământului din 2003[2] \| Componența etnică conform recensământului din 2003[2] \| Componența etnică conform recensământului din 2003[2] \| Componența etnică conform recensământului din 2003[2] \| \| ----------------------------------------------------- \| ----------------------------------------------------- \| ----------------------------------------------------- \| ----------------------------------------------------- \| ----------------------------------------------------- \| \| \| \| \| \| \| \| Muntenegreni \| Muntenegreni \| \| 100 \| 50% \| \| Sârbi \| Sârbi \| \| 85 \| 42,5% \| \| Croați \| Croați \| \| 2 \| 1% \| \| necunoscută \| necunoscută \| \| 0 \| 0% \| |              |  |     |       |
| Componența etnică conform recensământului din 2003 |              |  |     |       |
| |              |  |     |       |
| Muntenegreni | Muntenegreni |  | 100 | 50%   |
| Sârbi | Sârbi        |  | 85  | 42,5% |
| Croați | Croați       |  | 2   | 1%    |
| necunoscută | necunoscută  |  | 0   | 0%    |